# Knowth
Knowth (en irlandais Cnobha) est le site d'une tombe à couloir néolithique, qui se trouve dans la vallée de la Boyne, dans le comté de Meath, en Irlande. Ce site appartient au complexe de tombes à couloir de Brú na Bóinne (« résidence sur la Boyne »). Il se trouve à environ 1 km au nord-ouest de Newgrange, et à 2 km à l'ouest de Dowth.
Knowth possède la plus grande de toutes les tombes à couloir situées dans le complexe de Brú na Bóinne. Le site se compose d'un grand tertre, appelé le Site 1, et de 17 tombes satellites plus petites. Le site 1, le tertre, couvre une surface d'environ 1 hectare. Il possède deux couloirs, placés sur une ligne orientée est-ouest. Il est ceinturé par 127 pierres de parement, 3 d'entre elles manquent et 4 sont sérieusement endommagées. Les couloirs sont indépendants l'un de l'autre (ils ne se croisent pas), et chacun d'eux conduit à une chambre funéraire. Le couloir mène à une chambre cruciforme, semblable à ce que l'on trouve à Newgrange. Elle compte trois renfoncements et trois bassins de pierre, à l'intérieur desquels étaient placés les restes incinérés des défunts.
Le renfoncement de droite est plus grand, et l'art rupestre y est employé plus que dans les deux autres. Ceci est typique des tombes à couloir irlandaises, et on n'en connait pas la raison. Le couloir ouest conduit, après un seuil de pierre, à une chambre rectangulaire indifférenciée. Il semble que cette chambre possédait également un bassin de pierre, qui a été ensuite déplacé et qui se trouve maintenant dans le premier tiers du couloir.

## Historique
Une brève fouille du site est entreprise en 1941 par le professeur Macallister, mais il faut attendre 1962 pour que des fouilles à grande échelle soient effectuées par le professeur George Eogan de l'Université de Dublin. Quand ces fouilles commencent, on ignore toute l'étendue du site. Les entrées des couloirs ouest et est sont découvertes respectivement en 1967 et en 1968, puis lentement les diverses couches d'activité du site sont mises au jour.

## Art rupestre

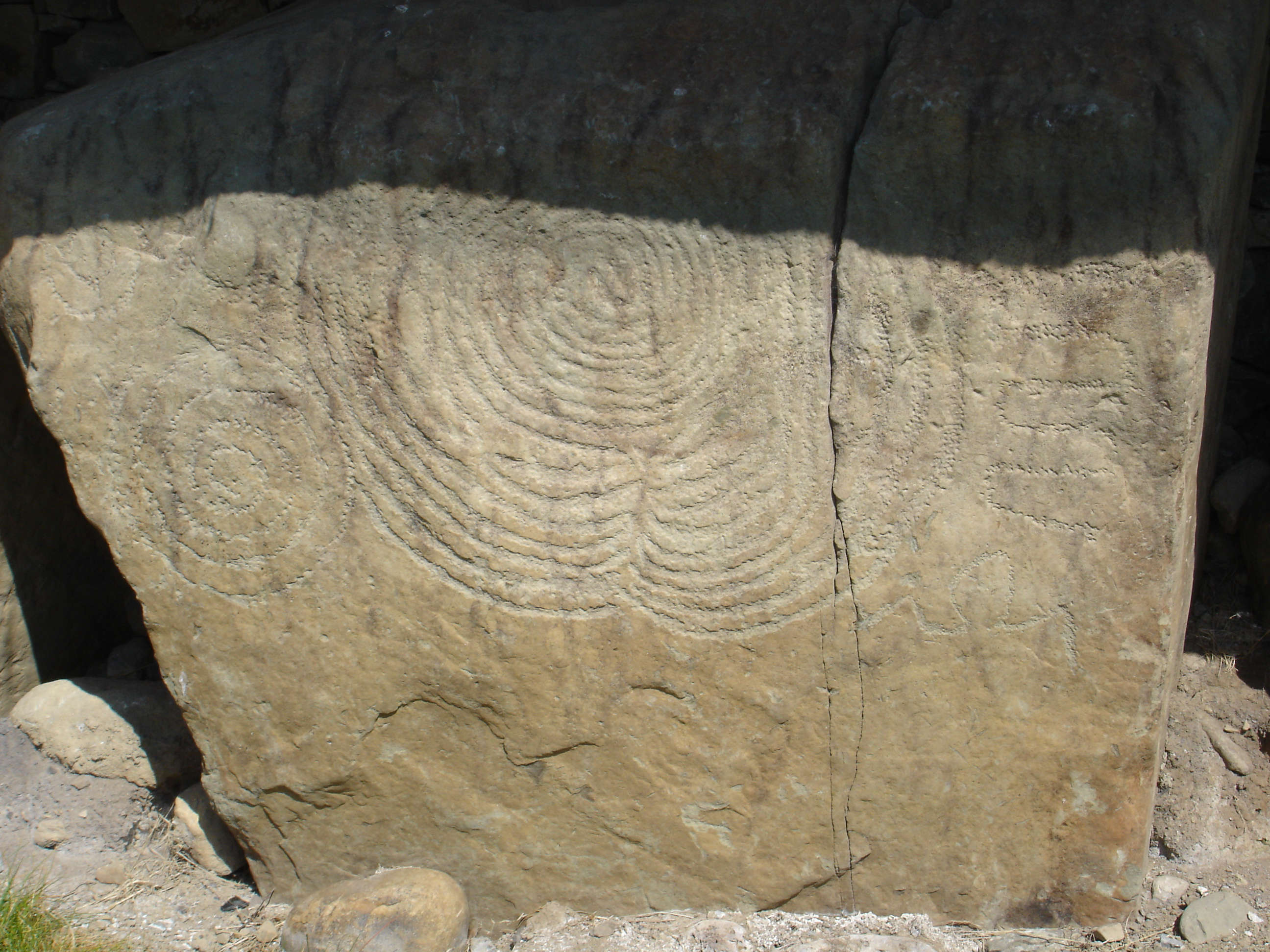
Art rupestre à Knowth, dans le comté de Meath

Knowth est un site majeur de l'art rupestre d'Europe de l'Ouest. Plus de 200 pierres décorées y ont été retrouvées pendant les fouilles. La plupart des représentations sont gravées sur les pierres de parement, particulièrement sur celles qui sont proches des entrées des couloirs. Beaucoup des motifs trouvés à Knowth sont caractéristiques : spirales, losanges et serpentiformes. Mais l'art rupestre de Knowth comprend une grande variété d'images, comme des croissants. Beaucoup de ces dessins sont gravés au dos des pierres : ce type d'art rupestre est appelé « art caché ». Ceci suggère toutes sortes de théories sur le rôle de l'art rupestre dans la communauté néolithique, qui a bâti ces monuments. Il est possible que cet art était destiné à être caché, mais il est aussi possible que ces pierres aient été tout simplement réutilisées et retournées.

## Histoire
Il y a quelques traces que l'activité s'est prolongée sur le site de Knowth à la fin du Néolithique et à l'Âge du bronze. La plupart de ces preuves viennent de l'existence d'un cercle de poteaux de bois, de l'époque « Grooved ware », situé près de l'entrée du couloir est. Ce témoignage archéologique suggère que cet endroit était utilisé pour des rituels ou des cérémonies sacrées, après que le grand tertre fut tombé en désuétude. Les signes de rituel consistent en un grand nombre d'offrandes votives retrouvées à l'intérieur ou aux abords du cercle de poteaux.
À Knowth, la colline tomba à l'abandon, et le tertre s'éboula, recouvrant les entrées des deux couloirs. Le site demeura pratiquement inutilisé pendant deux siècles. Il retrouva pendant une courte période un usage funéraire : environ 35 tombes à ciste furent découvertes pendant les fouilles. Il semble que ce soient des tombes celtiques, et beaucoup des personnes enterrées étaient des femmes. Une tombe particulièrement intéressante contenait les corps de deux jeunes hommes décapités et enterrés ensemble avec un jeu de dés.
À la fin de l'Âge du fer, et au début de l'ère chrétienne, Knowth devint une colline fortifiée, entourée de fossés et dotée de souterrains. À ce moment, Knowth devint pour la première fois un lieu habité. Deux fossés furent creusés, le premier à la base du tertre, derrière le parement, le second au sommet. Il semble que ce soit à cette période que les entrées des deux couloirs furent découvertes. Des graffitis chrétiens anciens sur des pierres de la chambre est font partie des preuves. Quatre noms furent gravés en écriture oghamique. Il semble que ce soit à cette époque que le bassin de la chambre ouest fut déplacé dans une tentative de le retirer, et qu'il fut abandonné dans le couloir quand il s'y retrouva bloqué. Knowth était alors un site politique considérable, car c'était la capitale du royaume du nord Brega.

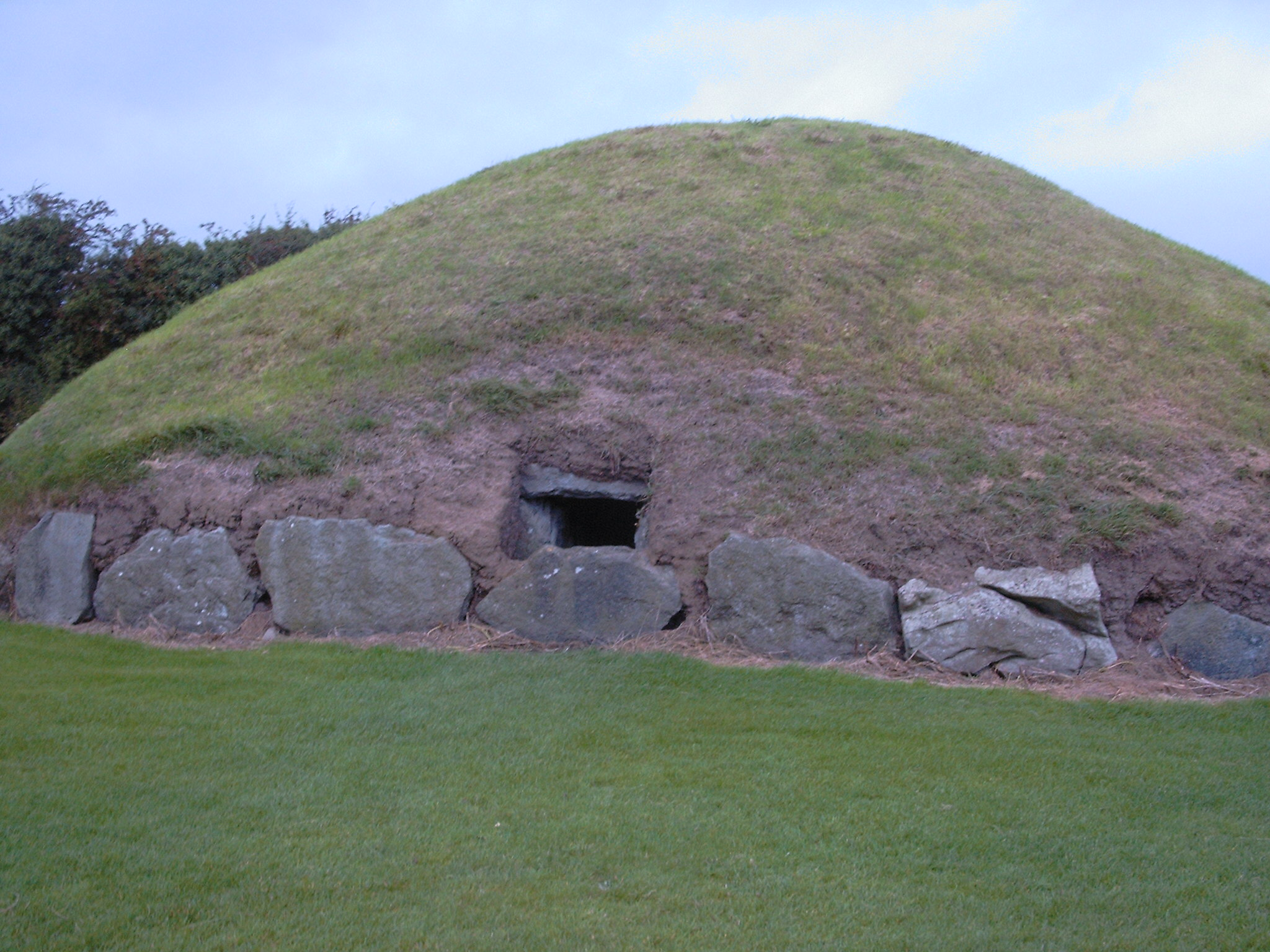
Couloir de l'est, Knowth, comté de Meath

Après un bref intervalle militaire, lors de l'Invasion normande de l'Irlande, où Knowth fut utilisé comme motte castrale par les Normands, le site tomba dans les mains des moines de l'Abbaye de Mellifont. Il semble que le tertre fut de nouveau utilisé comme grange ou ferme. Des murs de pierre furent élevés au sommet, et des bâtiments en pierre furent construits à l'intérieur des murs. Après la dissolution des monastères, le site fut utilisé principalement pour des usages agricoles, jusqu'à ce que l'État l'achète en 1939.

## Orientation

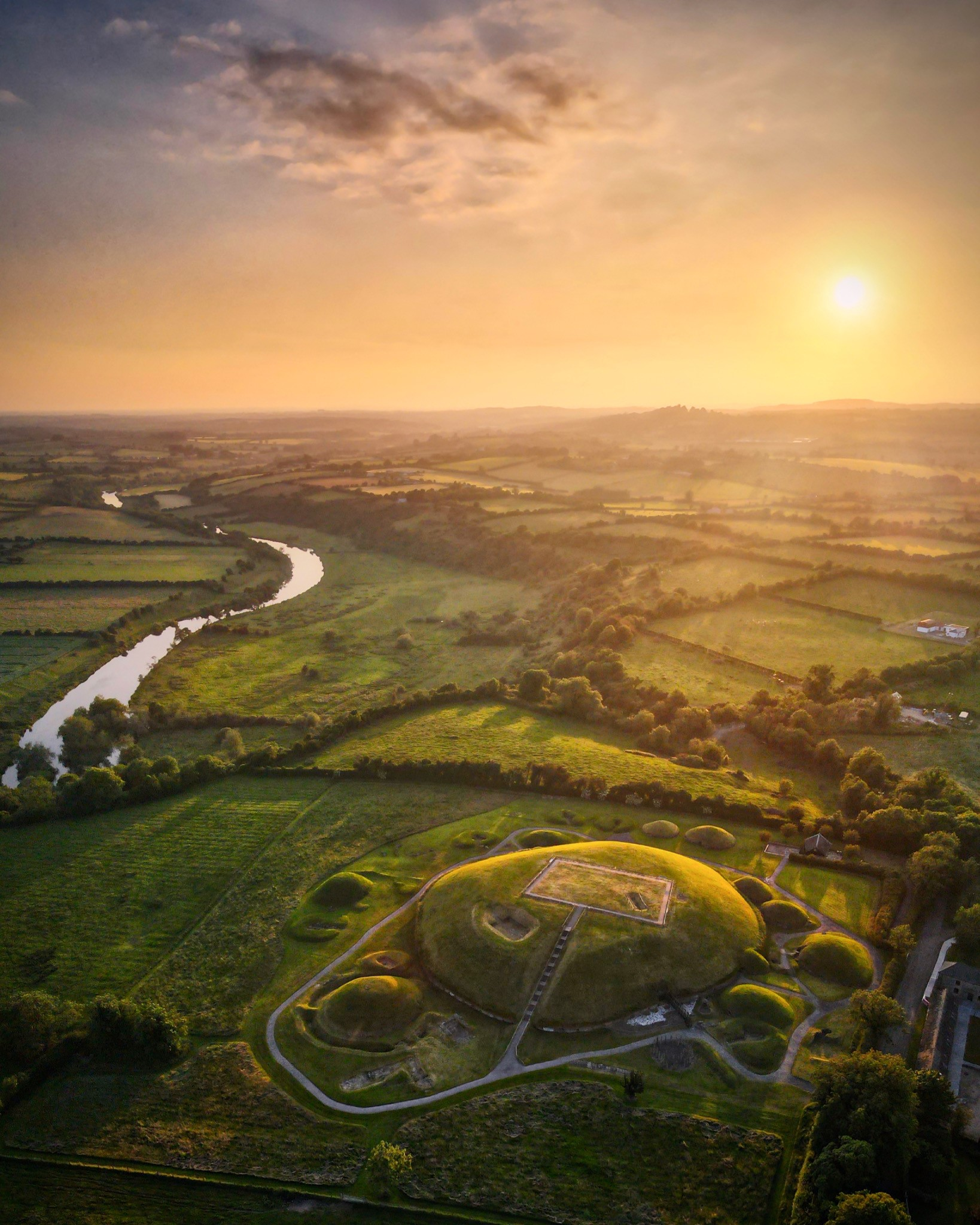
Knowth en direction du Soleil.

L'orientation est-ouest des couloirs a suggéré un alignement astronomique avec les équinoxes. Cet alignement n'existe plus à Knowth aujourd'hui. Ceci est dû à plusieurs facteurs. Tout d'abord, les couloirs furent découverts par d'anciens colons, et furent dans une certaine mesure détruits et incorporés dans un système de souterrains. En d'autres termes, les entrées originelles des couloirs furent déplacées ou détruites, aussi il est difficile d'établir si un alignement existait à l'origine, même si cela semble vraisemblable. Les alignements des anciens monuments changent aussi à cause des cycles de Milanković.

## Visites
On n'accède à Knowth que par des visites guidées. Il n'y a pas d'accès direct. Toutes les visites débutent au « Brú na Bóinne Visitor Centre », à Donore, dans le comté de Meath. On ne peut accéder à l'intérieur de Knowth. Les visiteurs peuvent voir le passage est, mais ne peuvent voir l'intérieur des chambres.